# Le vieux show son sale
Albums de Plume Latraverse
Plume pou digne Pommes de route
Le vieux show son sale est un album de Plume Latraverse, sorti en 1975. Sur la version originale en vinyle, sur un des côtés, on peut y lire (gravé où le sillon se termine) la phrase : PLUME EST MALADE.

## Liste des titres
| No | Titre                                                            | Durée |
| -- | ---------------------------------------------------------------- | ----- |
| 1. | Le Reel du pendu (Traditionnel; arr. Cellule 3)                  | 2:40  |
| 2. | Le Lâchage de job (Serge Chapleau, Plume Latraverse)             | 3:00  |
| 3. | Lit vert (Plume Latraverse)                                      | 2:10  |
| 4. | Stella Daily Breakfeast Blues (Serge Chapleau, Plume Latraverse) | 4:45  |
| 5. | Charlow's Boogie (Charles Barbeau, Cellule 3)                    | 5:55  |

| No  | Titre                                                      | Durée |
| --- | ---------------------------------------------------------- | ----- |
| 6.  | Le Rock 'n Roll du Grand Flanc Mou (Plume Latraverse)      | 2:42  |
| 7.  | Adiadyll (Charles Barbeau, Cellule 3)                      | 4:45  |
| 8.  | Le Tango des concaves (Normand Grégoire, Plume Latraverse) | 2:25  |
| 9.  | Bobépine (Plume Latraverse)                                | 3:57  |
| 10. | Équinoxes (Maurice Richard)                                | 4:55  |
| 11. | Rat qui roule... (Plume Latraverse)                        | 1:30  |